# ヨセフ・アイデルバーグ
ヨセフ・アイデルバーグ（Joseph Eidelberg 1916年 - 1985年）はウクライナ南部（1916年当時はロシア）のオデッサに生まれたユダヤ人。イスラエルの軍人、神道の神官。
アメリカで理工学、ヨーロッパで言語学を習得する。ヘブル語・ロシア語・英語・フランス語・ドイツ語・ペルシア語・イディッシュ語・アラビア語など7か国語を話した。
イスラエル建国前には地下組織「ハガナ」のメンバーで、建国後はイスラエル国防軍の陸軍少尉を務める。

## 経歴
- 1916年2月8日、ウクライナ南部のオデッサに生まれる。
- 1925年、イスラエル（当時パレスチナ）に両親とともに移住する。
- 1937年、工学の勉強のためイギリスに行く。
- 1939年、パレスチナに戻りイギリス軍の特別警護隊に勤務し、その後イスラエル国防軍の士官として35歳まで勤める。
- 1952年、工学の勉強のため、アメリカへ渡る。
- 1953年、死海開発担当の部長となる。その後、1974年までイスラエルの巨大海外プロジェクトにたずさわる。
- 1974年、研究のために京都の護王神社の見習い神官になる。
- 1985年、イスラエルにて死亡。

## 主な研究内容

### 出エジプト後、シナイの荒野を40年間放浪したというイスラエル民族の行程について
アイデルバーグがイスラエルの巨大海外プロジェクトにたずさわる中、アフリカの「マリ」に住むバンバラ人の言語とヘブル語の間に、言語学的・文化的類似点が多いことに気がつき研究をした。
出エジプト後、エジプトからカナンまで、ふつうのベドウィンであれば、ラクダや徒歩で一週間程度しかかからないはずの移動が、旧約聖書によると40年もかかったとされていることが謎とされていた。アイデルバーグは旧約聖書に出てくる地名とアフリカの地名を詳細に比較・検証をし、「出エジプトをしたイスラエル民族は、エジプトから東のカナンにまっすぐ向かったのではなく、一度、西方に向かい、アフリカ大陸の北部・西部・中部を放浪した後にエチオピアから紅海を渡り、シナイ半島を北上してカナンの地に到達したと、彼の最初の著書「バンバラ」1972年にて発表した。

### いわゆる「イスラエルの失われた10支族」について
日本を訪れるために、1963年に日本語の勉強を開始したときに、ヘブル語と日本語に発音と意味の同じ言葉が数多くあることに気がつき、日本人と失われた10支族の関係性を本格的に研究を開始する。「日本書紀」「古事記」「十七条憲法」「大化の改新の詔」など数多くの日本の文献を研究し、古代ヘブライ人と日本人の関係について独自の見解を発表する。神道・日本語・日本の歴史についての研究にあたっては、京都の護王神社の見習い神官にもなって研究を行った。
日本語とヘブル語の単語を詳細に比較研究した結果、5000語以上のリストを作っていたとされる。遺稿となった「日本書紀と日本語のユダヤ起源」においては厳選した500語を分類して掲載している。それと並んで注目すべきは、「日本書紀」「古事記」「十七条憲法」「大化の改新の詔」の内容と、聖書に書かれている物語やトーラの教えとの共通点を詳細に研究し、文化や道徳観の共通点なども明らかにしている。

## 著書
- 「バンバラ」1972年
- 「日本人と失われた十部族」The Japanese and The Lost Tribes of Israel (邦題:「大和民族はユダヤ人だった」たま出版)1984年　ISBN 488481-822-9
- 「鰻と蛇-大和民族はユダヤ人だったか」(改訂版:「大和民族ユダヤ人説の謎を追う!」たま出版)1985年　ISBN 978-4884812720
- 「日本書紀と日本語のユダヤ起源」(遺稿)徳間書店 2005年 ISBN 978-4-19-862110-0